# Roberto de Pessôa
Roberto de Pessôa (João Pessoa, 25 de fevereiro de 1910 - Rio de Janeiro, 17 de setembro de 2010) foi um General de Divisão do Exército Brasileiro considerado o Paraquedista Militar número 1 do Brasil.

## Biografia
Filho de João de Pessôa Oliveira e da sua mulher D. Augusta Cândida de Miranda Henriques, prima do 1º bispo e arcebispo da Paraíba,  D. Adauto Aurélio de Miranda Henriques.
Ingressou na Escola Militar de Realengo, no Rio de Janeiro, a 21 de maio de 1925. Chegou ao posto de General de divisão.
Em Pernambuco, tomou posse como Secretário de Segurança Pública, no segundo governo de Agamenon Magalhães. Na década de 1960, foi diretor da Federação Paulista das Estradas de Ferro S/A (FEPASA).
Quando capitão, em 1944, concluiu o curso de Paraquedista do Exército Estadunidense em Fort Benning, nos Estados Unidos, brevetando-se como o primeiro paraquedista militar do Brasil. Graças aos seus esforços e de outros 47 militares considerados pioneiros, foi criada a Escola de Paraquedistas (atual Brigada de Infantaria Paraquedista).